# Autumn Phillips
Autumn Patricia Phillips (geborene Kelly, * 3. Mai 1978 in Montreal) ist die ehemalige Ehefrau von Peter Phillips, dem Sohn von Prinzessin Anne und Mark Phillips.

## Leben
Autumn Phillips ist die Tochter des Werbefachmanns Brian Kelly und der Friseurin Kitty McCarthy. Sie wurde am 18. Juni 1978 in der St John Fisher Parish Church in Pointe-Claire, Québec katholisch getauft. Ihre Eltern ließen sich scheiden, als sie acht Jahre alt war; beide haben noch einmal geheiratet. Sie hat einen älteren Bruder, den Koch Kevin Kelly, einen Zwillingsbruder, den Dachdecker Christopher Kelly, und zwei Halbgeschwister aus der zweiten Ehe des Vaters (Patrick und Jessica Kelly). Autumn wuchs in Cedar Park, Pointe Claire, einer englischsprachigen Stadt in der Nähe von Montreal, auf. Dort besuchte sie die katholische Grundschule St John Fisher und später die weiterführende Schule St Thomas. Sie studierte Sinologie an der McGill University und schloss ihr Studium 2002 mit einem Bachelor of Arts ab. Während ihres Studiums arbeitete sie als Kellnerin, Model, Statistin und Hostess. 2003 arbeitete sie als Unternehmensberaterin. 2008 arbeitete sie als Assistentin für den Moderator und Journalisten Sir Michael Parkinson. Am 30. April 2008 wurde bekanntgegeben, dass sie von der katholischen zur anglikanischen Konfession gewechselt sei. Autumn Phillips ist kanadische Staatsbürgerin.

### Ehe
2003 lernte Autumn ihren späteren Ehemann Peter Phillips kennen, während sie als Hostess beim Grand Prix arbeitete. Die Verlobung wurde vom Buckingham Palace am 28. Juli 2007 bekanntgegeben. Die Königin genehmigte den Eheschluss in einer Sitzung des Privy Council am 9. April 2008. Schon zuvor nahmen Autumn und Peter mehrfach gemeinsam an Veranstaltungen der königlichen Familie teil. Die Hochzeit fand am 17. Mai 2008 in der St. Georgs-Kapelle auf Schloss Windsor statt. Seitdem wohnen beide in einem Nebengebäude von Gatcombe Park, dem Landsitz von Prinzessin Anne.
Im Februar 2020 wurde die Trennung des Paares bekanntgegeben. Am 14. Juni 2021 wurde die Scheidung rechtskräftig.

### Nachkommen
Autumn und Peter Phillips haben zwei gemeinsame Töchter, Savannah Anne Kathleen Phillips (* 29. Dezember 2010 in Gloucester, Gloucestershire) und Isla Elizabeth Phillips (* 29. März 2012 in Gloucester, Gloucestershire). Savannah ist das erste Enkelkind für Prinzessin Anne und das erste Urenkelkind für Königin Elisabeth II. Isla ist das zweitälteste Urenkelkind der Königin und trägt wahrscheinlich zu deren Ehren als zweiten Vornamen den Namen Elizabeth. Beide Töchter wurden im Gloucestershire Royal Hospital geboren.